# ショック! (曲)
「ショック！」（英: Shock!）は、日本のロックバンド・サカナクションが2022年にリリースした楽曲である。2022年1月26日に配信でリリースされ、同年3月30日にリリースされたコンセプト・アルバム『アダプト』に収録された。

## 背景とリリース
｢ショック！｣はフジテレビ系木曜劇場『ルパンの娘』シリーズの映画作品『劇場版 ルパンの娘』の主題歌として書き下ろされ、2021年9月27日に公開された同作品の予告映像で楽曲の一部が初解禁された。なお、サカナクションは同ドラマのテレビシリーズの主題歌として｢モス｣を提供している。
『劇場版 ルパンの娘』が2021年10月25日に劇場公開された後、11月20日と21日に開催されたバンドのオンライン・ライブ「SAKANAQUARIUM アダプト ONLINE」で楽曲のフル尺が初披露された。
2022年1月24日にはTOKYO FM『SCHOOL OF LOCK!』で楽曲のフル尺が初オンエアされた。同月26日には各種音楽配信サービスにてリリースされることがアナウンスされている。

## 解禁日と発売日一覧
| 国・地域 | 発売/発信元                        | 発売日/解禁日         | 規格                                                              | 規格品番/リクエストナンバー/備考 |
| -------- | ---------------------------------- | --------------------- | ----------------------------------------------------------------- | -------------------------------- |
| 日本     | 東映                               | 2021年9月27日         | 『劇場版 ルパンの娘』主題歌特別映像 解禁                          | N/A                              |
| 日本     | 東映                               | 2021年10月25日        | 『劇場版 ルパンの娘』公開                                         | N/A                              |
| 日本     | NF Records（Victor Entertainment） | 2021年11月20日 – 21日 | オンライン・ライブ SAKANAQUARIUM アダプト ONLINE （フル尺初演奏） | N/A                              |
| 日本     | JFN・TOKYO FM 『SCHOOL OF LOCK!』  | 2022年1月24日         | ラジオ・プレミア ショック！（フル尺）                             | N/A                              |
| 世界     | NF Records（Victor Entertainment） | 2022年1月26日         | デジタル・ダウンロード                                            | N/A                              |

### 楽曲のチャートと売り上げ
1. ↑  “2022年1月26日付のデイリーデジタルシングル（単曲）ランキング情報”. Oricon News.   オリコン株式会社 (2022年1月27日). 2022年1月27日時点のオリジナルよりアーカイブ。2022年2月14日閲覧。
2. ↑  “2022年2月7日付の週間デジタルシングル（単曲）ランキング情報”. Oricon News.   オリコン株式会社 (2022年2月2日). 2022年2月2日時点のオリジナルよりアーカイブ。2022年2月14日閲覧。
3. ↑  “2022年2月9日付のHot 100”. Billboard Japan.   阪神コンテンツリンク (2022年2月9日). 2021年2月9日時点のオリジナルよりアーカイブ。2022年2月14日閲覧。
4. ↑  “2022年4月10日付のTikTok Weekly Top 20”. Billboard Japan.   阪神コンテンツリンク (2022年4月18日). 2022年12月28日時点のオリジナルよりアーカイブ。2022年12月28日閲覧。
5. ↑  “2022年2月2日付のDownload Songs”. Billboard Japan.   阪神コンテンツリンク (2022年2月2日). 2022年2月2日時点のオリジナルよりアーカイブ。2022年2月5日閲覧。
6. ↑  “2022年2月13日付のOSAKAN HOT100”. OSAKAN HOT100.   FM802 (2022年2月2日). 2022年2月14日時点のオリジナルよりアーカイブ。2022年2月14日閲覧。